# میل‌استات (ایلینوی)
میل‌استات (به انگلیسی: Millstadt) یک روستا در ایالات متحده آمریکا است که در شهرستان سنت کلیر، ایلینوی واقع شده‌است. میل‌استات ۸٫۶۸ کیلومتر مربع مساحت و ۴٬۰۱۱ نفر جمعیت دارد.